# Вокзальная магистраль
Вокза́льная магистраль — одна из центральных улиц Новосибирска, самая широкая улица города (ширина — 24,5 м). Пролегает от железнодорожного вокзала Новосибирск-Главный до пересечения улицы Советской, протяжённость улицы составляет около километра.

## История

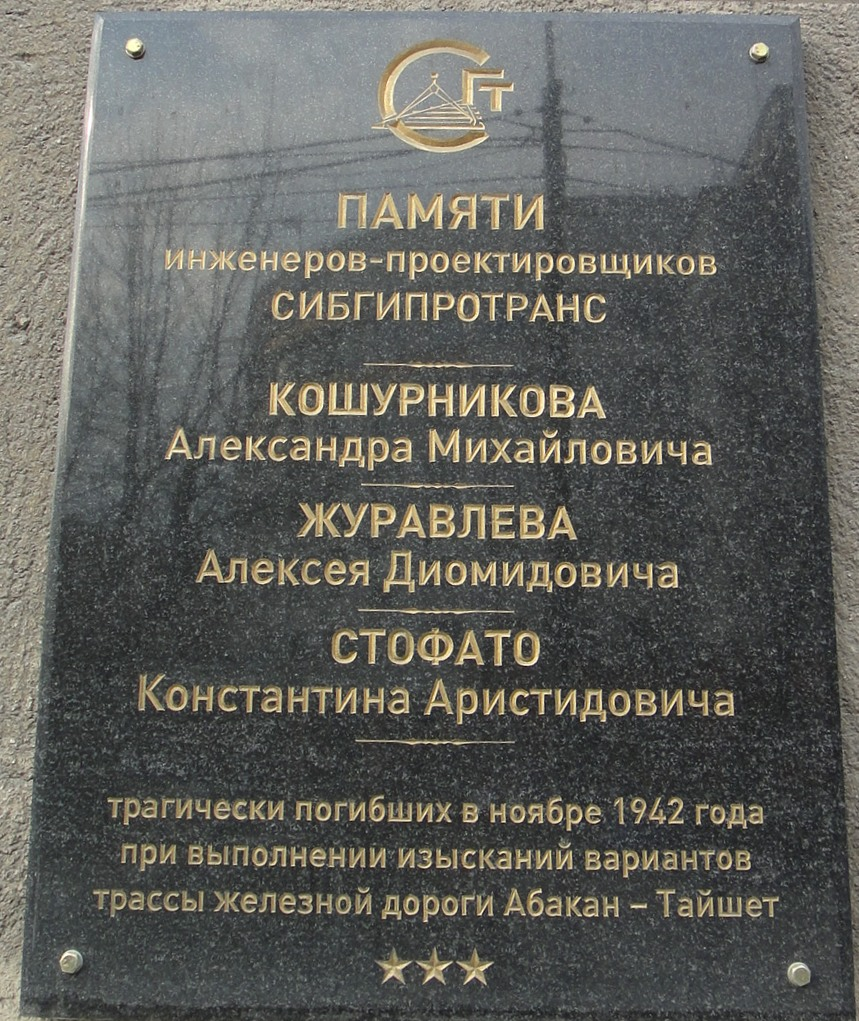
мемориальная доска на фасаде проектного института Сибгипротранс

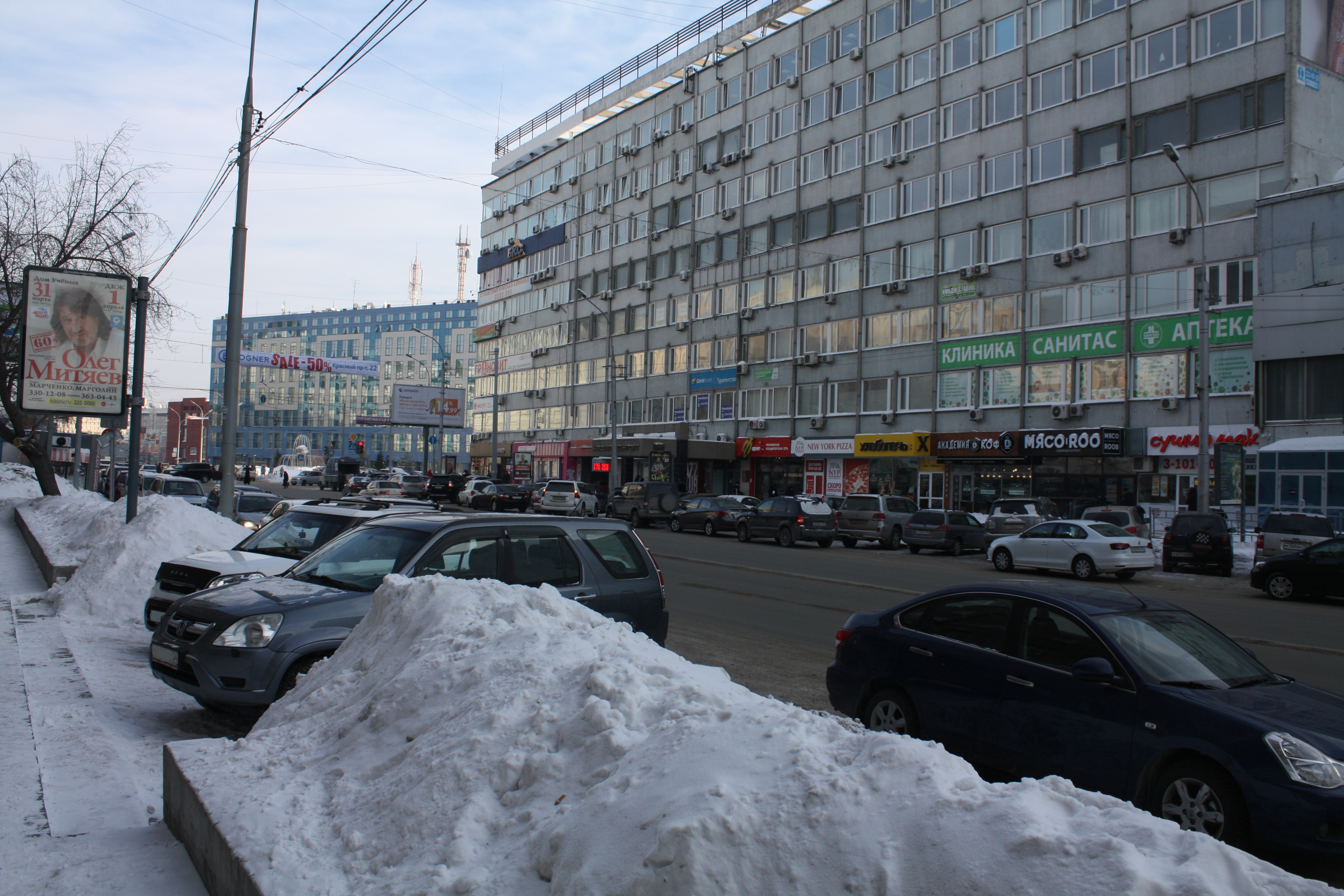
Улица в 2017 году

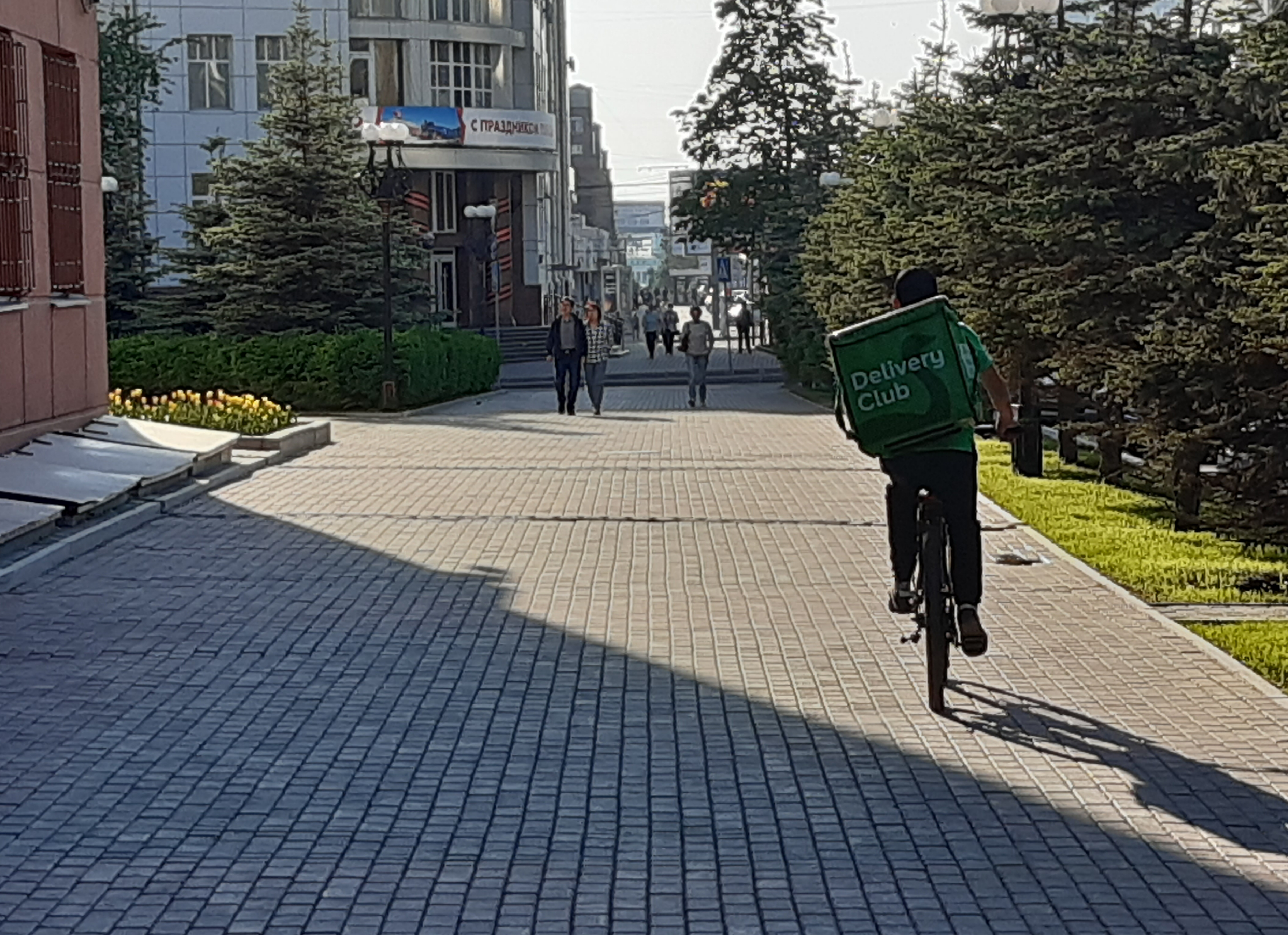
Улица в 2020 году

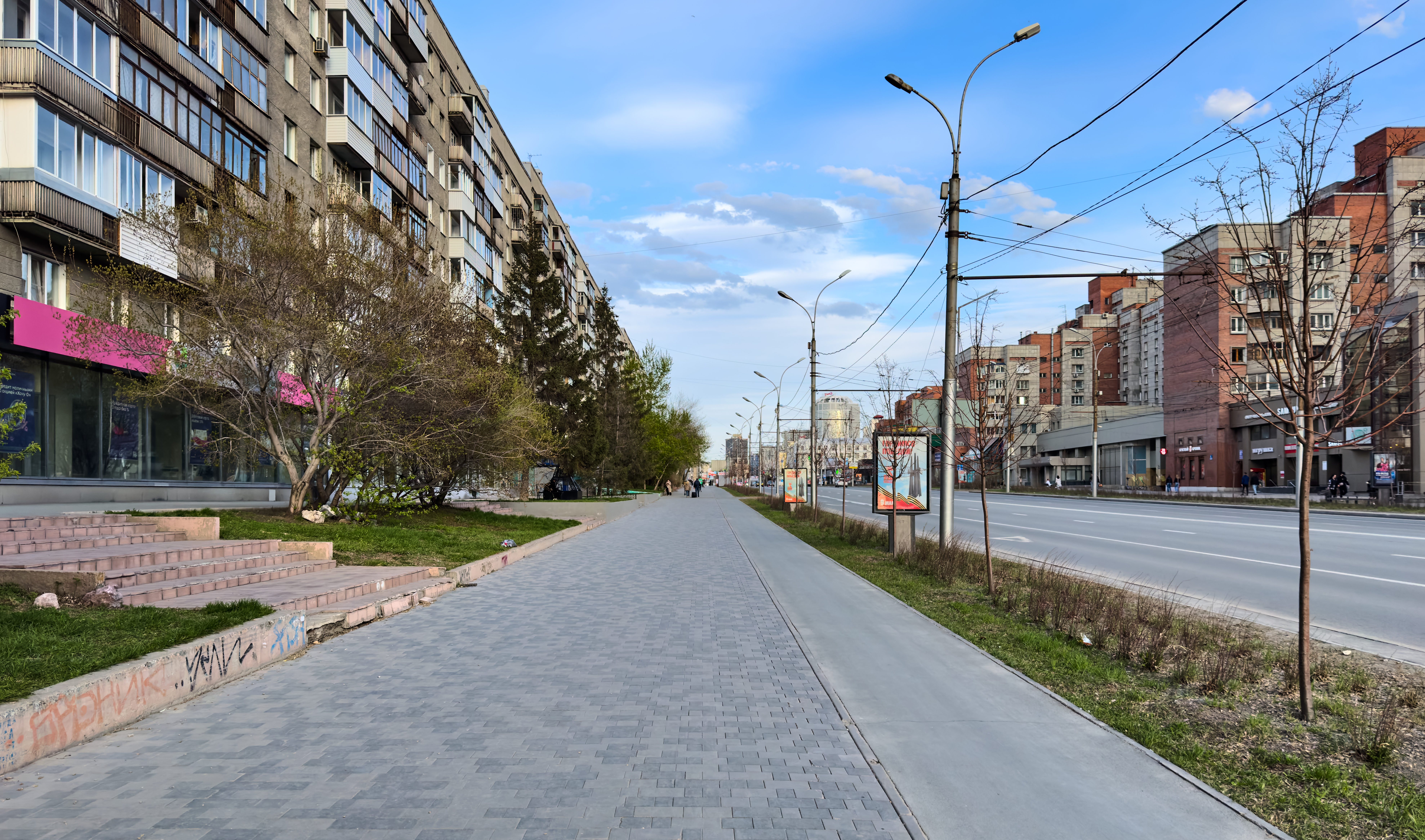
Улица в 2025 году

]]Проект Вокзальной магистрали появился ещё во второй половине 1920-х годов — в генеральном плане Новосибирска, который был выполнен в 1927 году под руководством архитектора Б. А. Коршунова.
В 1951 году началось её детальное проектирование, а с 1953 года на магистрали начали появляться первые дома, спроектированные архитектором К. И. Митиным.
В 1959 году по проекту архитектора И. Каменского построено здание Сибгипротранса.
В 1966 году по типовому проекту рижских архитекторов сооружено здание ЦУМа (Центральный универсальный магазин).

## Организации, расположенные на Вокзальной магистрали
- Гостиница «Новосибирск»
- Торговый центр «Флагман»
- Торговый центр «Виндзор»
- Торговый центр «Бонанза»
- Новосибирский государственный краеведческий музей
- Региональное Управление Западно-Сибирской Железной Дороги
- Проектный институт «Новосибгражданпроект»

## Транспорт

### Автобусы
№ 8, № 14, № 19, № 21, № 54, № 64, № 79, № 96, № 258Ж.

### Маршрутное такси
№ 8, № 38, № 44, № 44а, № 45, № 51.
Троллейбус
№ 2, № 10, № 36.

### Метро
Недалеко от Вокзальной магистрали расположены станции метро «Площадь Гарина-Михайловского» Дзержинской линии и «Площадь Ленина» Ленинской линии.

## Известные жители
- Али Халилович Алиджанов (1932—1992) — известный советский инженер-строитель. Лауреат Государственной премии СССР (1983). С 1959 по 1992 год жил в доме № 19 на Вокзальной магистрали. На здании установлена мемориальная доска[6].
- Хамза Мурсалиевич Мухамадиев (1906—1997) — участник Великой Отечественной войны, Герой Советского Союза. В июле 1943 года во время сражения возле села Самодуровка Курской области лично уничтожил восемь немецких танков. С 1968 по 1990 год жил в доме № 5 на Вокзальной магистрали[7][8].